# Pieter Schoubroeck

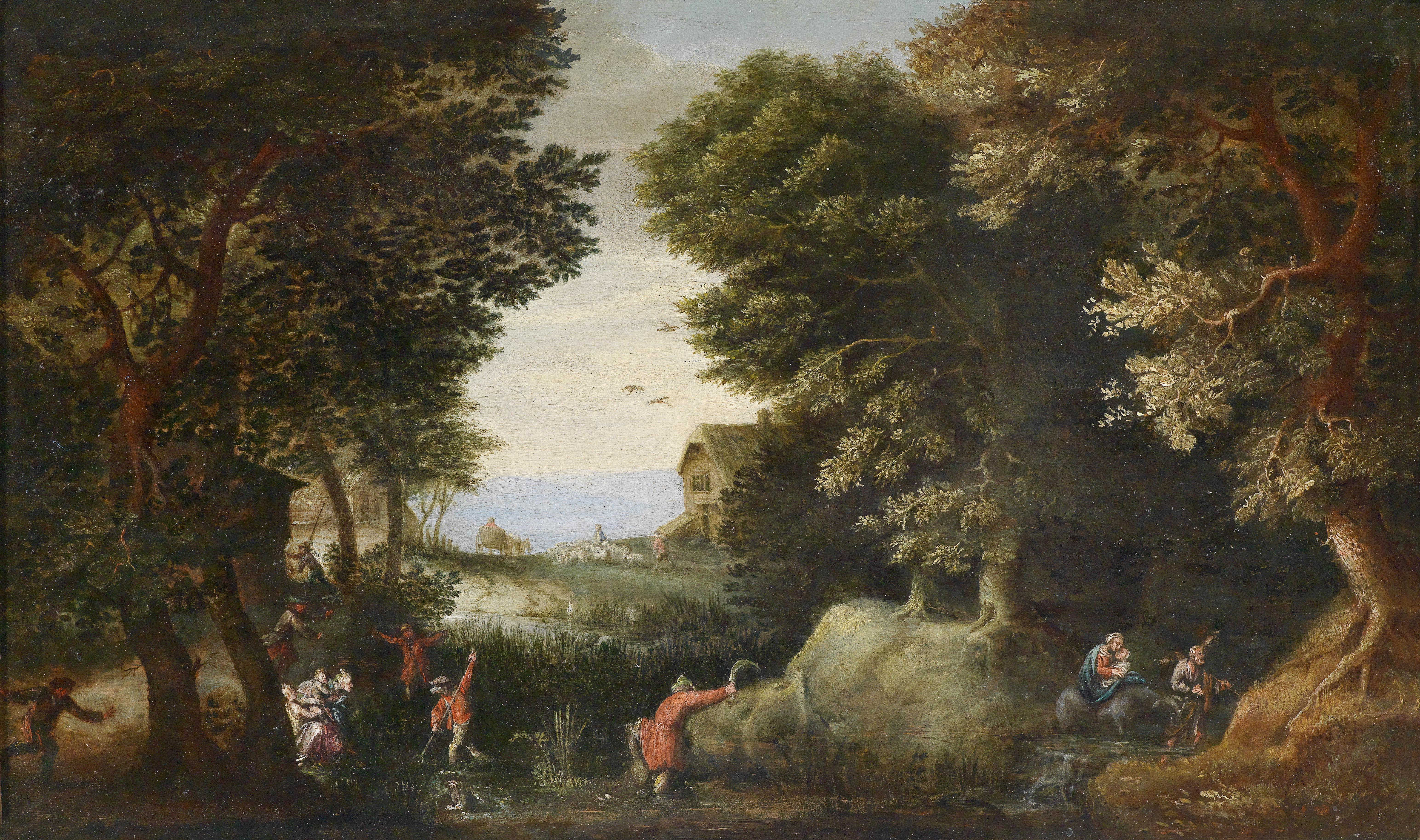
Landschap met Latona

Pieter Schoubroeck (Lambrecht bij Frankenthal voor 1570 - Frankenthal, 1607/1608) was een Zuid-Nederlands kunstschilder. Hij was de zoon van protestantse immigranten uit de Zuidelijke Nederlanden. Zijn vader was Nicolaes Schoubroeck, een calvinistische prediker en theoloog die in 1566 uit Vlaanderen gevlucht was om aan de protestantenvervolging te ontkomen. Zijn moeder was Claerken de Wale, ook uit de Zuidelijke Nederlanden afkomstig.

## Leven en werk
In 1581 zou de familie teruggekeerd zijn naar Mechelen, waar hij bij Roment Verbiest in de leer zou zijn gegaan. In 1586 verhuisde zijn vader terug naar Hessheim en naar alle waarschijnlijkheid zette Pieter zijn opleiding voort bij Gillis van Coninxloo, die tussen 1585 en 1595 in Frankenthal actief was. Vaak wordt vermeld, dat hij vooraleer naar Rome te reizen in Frankfurt am Main gevestigd was, waar hij kennis maakte met Marten van Valckenborch en Hendrick Steenwyck, maar hier is geen enkele documentaire aanduiding voor te vinden. 
In 1595 zou hij in Rome geweest zijn, maar in 1597 was hij terug in Neurenberg, waar hij in het huwelijk trad met Catharina Caymox, de dochter van een kunsthandelaar die in 1588 was overleden. We vinden hem terug in de archieven van Neurenberg in 1597, 1599 en 1600, maar in dat jaar deed hij daar afstand van zijn burgerschap en vestigde zich opnieuw in Frankenthal, waar het kapitaal van zijn vrouw geïnvesteerd was. Tussen 10 mei 1607 en 9 april 1608 overleed hij er.
De kunstenaar wordt gerekend tot de "School van Frankenthal". Pieter Schoubroeck is gekend als landschapsschilder en creëerde vaak denkbeeldige landschappen met fantastische architectuur, imposante rotspartijen en bevolkt door grote menigten. Zijn werk is verwant aan dat van Pieter van Coninxloo en aan het werk van Jan Brueghel de Oude, wiens werk hij in Rome zou hebben leren kennen.

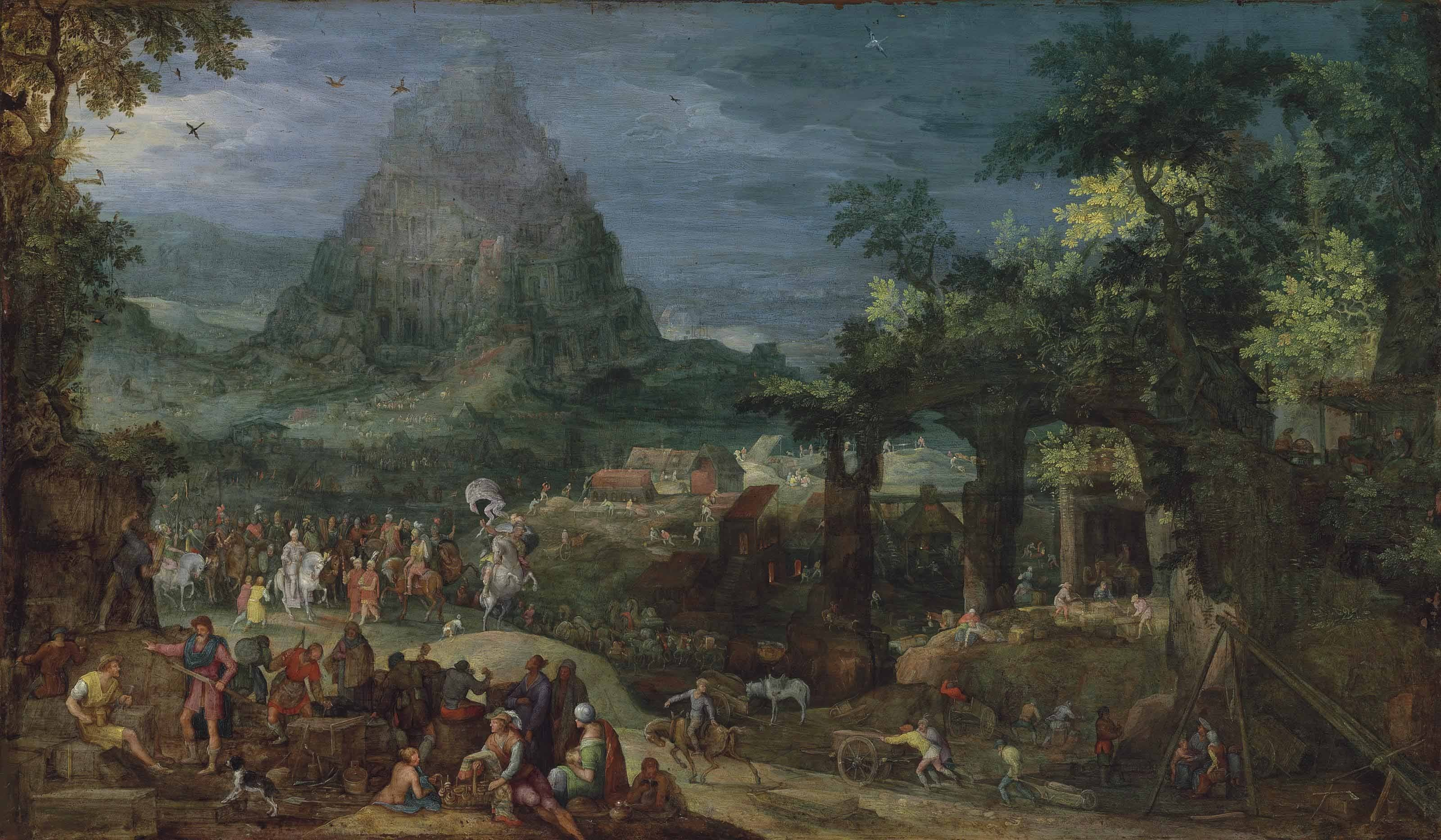
De toren van Babel, privécollectie

## Werken
Hierbij een aantal werken van Pieter Schoubroeck.
- De brand van Troje, Antwerpen, Koninklijk Museum voor Schone Kunsten Antwerpen
- De verzoeking van de H. Antonius, Duinkerke, Musée des Beaux-Arts
- Landschap met Diana en Actaeon
- Aeneas draagt zijn vader Anchises op zijn rug uit het brandende Troje, Schwerin, Staatliches Museum
- Terugkeer van Golgotha, Poznan, Muzeum Narodowe w Poznaniu

## Weblinks
- (nl)  RKD Biografische gegevens op RKD-Nederlands Instituut voor Kunstgeschiedenis.[6]

- Bibliothèque nationale de France: cb13523412p (data)
- Biografisch Portaal: 00135381
- Gemeinsame Normdatei: 124424643
- International Standard Name Identifier: 0000 0000 4556 6877
- RKD-Nederlands Instituut voor Kunstgeschiedenis: 71073
- Union List of Artist Names: 500020600
- Virtual International Authority File: 95807866